# Gendarme d'Alba
El Gendarme d'Alba o Agulla d'Alba és un cim de 3.054 m d'altitud i amb una prominència de 13 m que es troba la Cresta d'Alba, al massís de la Maladeta, província d'Osca (Aragó).